# Pertoltice (okres Kutná Hora)
Pertoltice (německy Pertoltitz) jsou obec v okrese Kutná Hora ve Středočeském kraji. Leží asi pět kilometrů východně od Zruče nad Sázavou. Žije v ní 166 obyvatel. Součástí obce jsou i vesnice Budkovice, Chlístovice, Laziště, Machovice a Milanovice. V údolí severozápadně od Pertoltic protéká Ostrovský potok, který je pravostranným přítokem řeky Sázavy.

## Historie
První písemná zmínka o obci pochází z roku 1352. 
V roce 1417 byla v Pertolticích postavena tvrz. Poslední majitelé jsou uváděni rytíři Majorové z Pertoltic v období let 1740–1750. Ještě v roce 1847 byly zřetelné zbytky zdí a příkopu. Tvrz stávala na místě zahrady domu čp. 30.
V obci Machovice (přísl. Chlístovice, Milanovice, Pavlovice, 360 obyvatel) byly v roce 1932 evidovány tyto živnosti a obchody: 3 hostince, kolář, kovář, 2 krejčí, 2 obuvníci, obchod se smíšeným zbožím, 2 trafiky, 3 truhláři.

## Obyvatelstvo
| Rok            | 1869 | 1880 | 1890 | 1900 | 1910 | 1921 | 1930 | 1950 | 1961 | 1970 | 1980 | 1991 | 2001 | 2011 | 2021 |
| -------------- | ---- | ---- | ---- | ---- | ---- | ---- | ---- | ---- | ---- | ---- | ---- | ---- | ---- | ---- | ---- |
| Počet obyvatel | 722  | 709  | 675  | 672  | 657  | 576  | 500  | 400  | 348  | 296  | 243  | 194  | 169  | 142  | 150  |
| Počet domů     | 96   | 102  | 105  | 103  | 103  | 103  | 102  | 102  | 101  | 92   | 82   | 90   | 108  | 115  | 116  |

## Obecní správa

### Územněsprávní začlenění
Dějiny územněsprávního začleňování zahrnují období od roku 1850 do současnosti. V chronologickém přehledu je uvedena územně administrativní příslušnost obce (osady) v roce, kdy ke změně došlo:
- 1850 země česká, kraj Pardubice, politický okres Ledeč, soudní okres Dolní Kralovice, obec Vlastějovice[7]
- 1855 země česká, kraj Čáslav, soudní okres Dolní Kralovice, obec Vlastějovice
- 1868 země česká, politický okres Ledeč, soudní okres Dolní Kralovice, obec Vlastějovice
- 1878 země česká, politický okres Ledeč, soudní okres Dolní Kralovice[8]
- 1939 země česká, Oberlandrat Německý Brod, politický okres Ledeč nad Sázavou, soudní okres Dolní Kralovice[9]
- 1942 země česká, Oberlandrat České Budějovice, politický okres Ledeč nad Sázavou, soudní okres Dolní Kralovice[10]
- 1945 země česká, správní okres Ledeč nad Sázavou, soudní okres Dolní Kralovice[11]
- 1949 Jihlavský kraj, okres Ledeč nad Sázavou[12]
- 1960 Středočeský kraj, okres Kutná Hora
- 2003 Středočeský kraj, obec s rozšířenou působností Kutná Hora

## Doprava
Dopravní síť
- Pozemní komunikace – Do obce vedou silnice III. třídy. Ve vzdálenosti 2,5 kilometru lze najet na silnici II/126 Kutná Hora - Zbraslavice - Zruč nad Sázavou - Trhový Štěpánov.

- Železnice – Železniční trať ani stanice na území obce nejsou. Nejblíže obci je železniční stanice Vlastějovice ve vzdálenosti tři kilometry ležící na trati 212 v úseku Zruč nad Sázavou - Ledeč nad Sázavou.

Veřejná doprava 2011
- Autobusová doprava – Obcí projížděly autobusové linky Čáslav-Zruč nad Sázavou (v pracovních dnech 2 spoje) a Ledeč n.Sázavou-Pertoltice-Zruč nad Sázavou (v pracovních dnech 1 spoj) (dopravce Veolia Transport Východní Čechy), linka Zruč nad Sázavou-Pertoltice,Chlístovice (v pracovních dnech 1 spoj) (dopravce ČSAD Benešov). O víkendu byla obec bez dopravní obsluhy.

## Pamětihodnosti
- Kostel svatého Jiří – kostel s nápadnou románskou věží, je zařazen mezi kulturní památky.

## Galerie

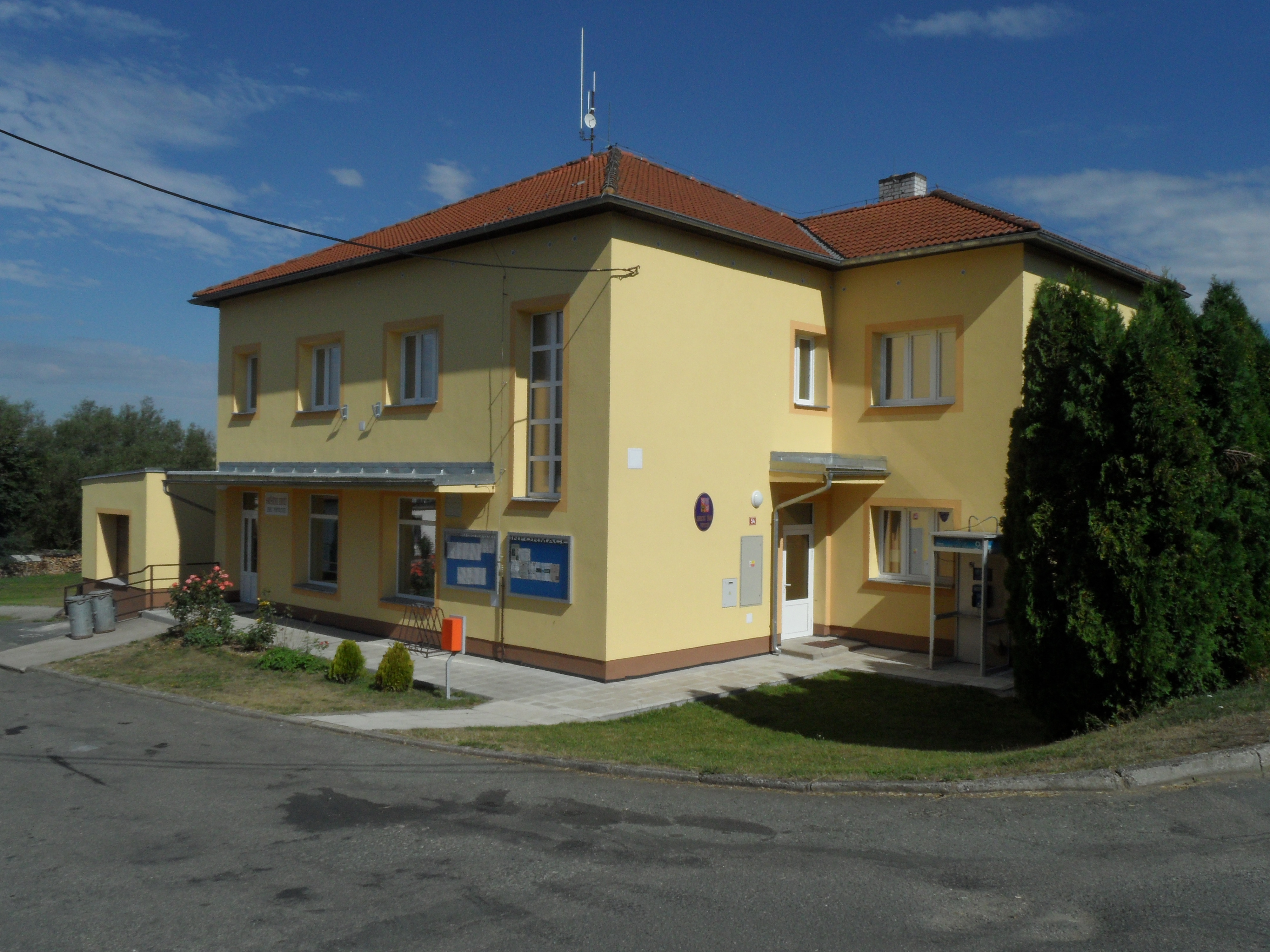
Obecní úřad
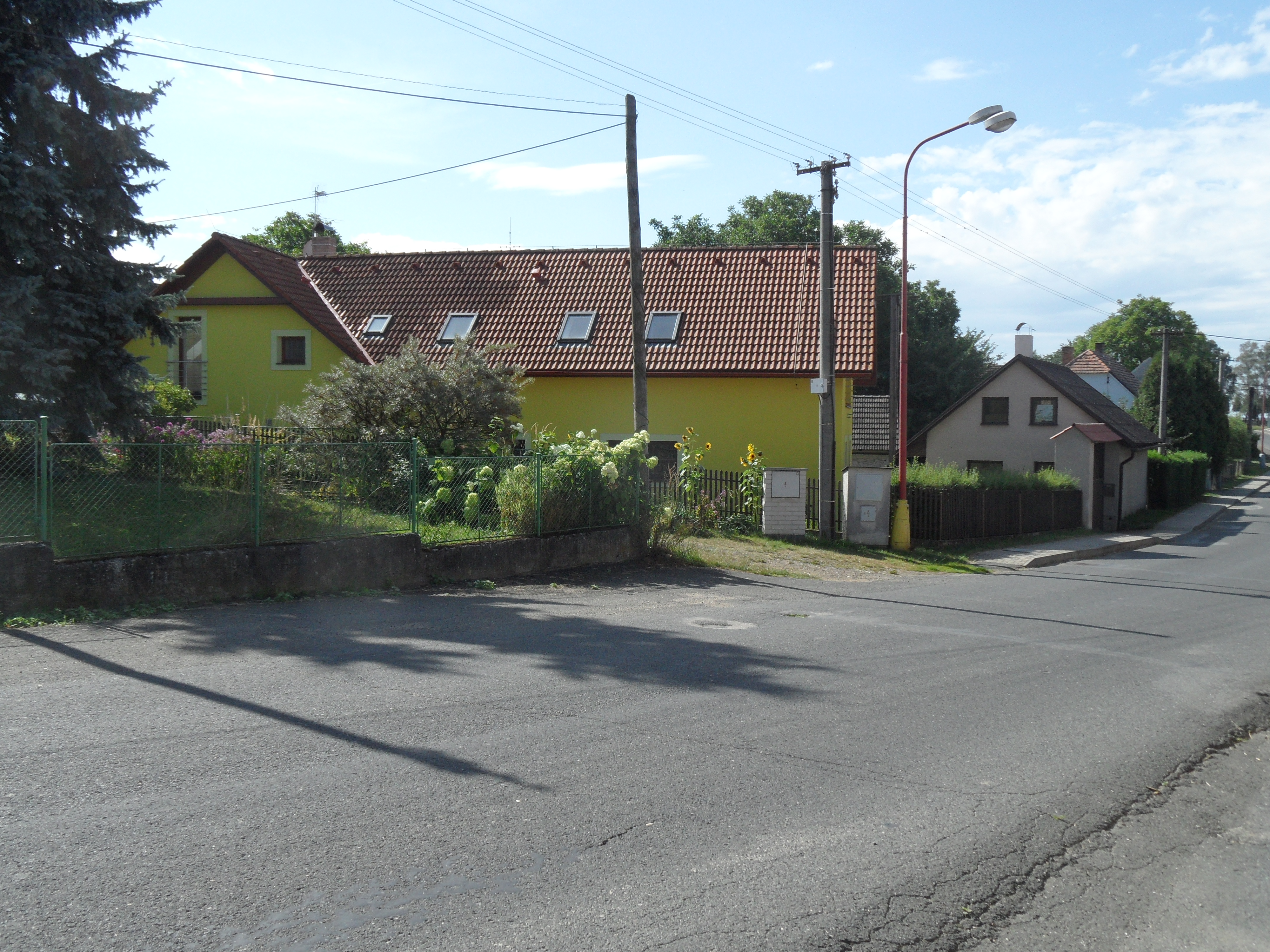
Domy u hlavní silnice
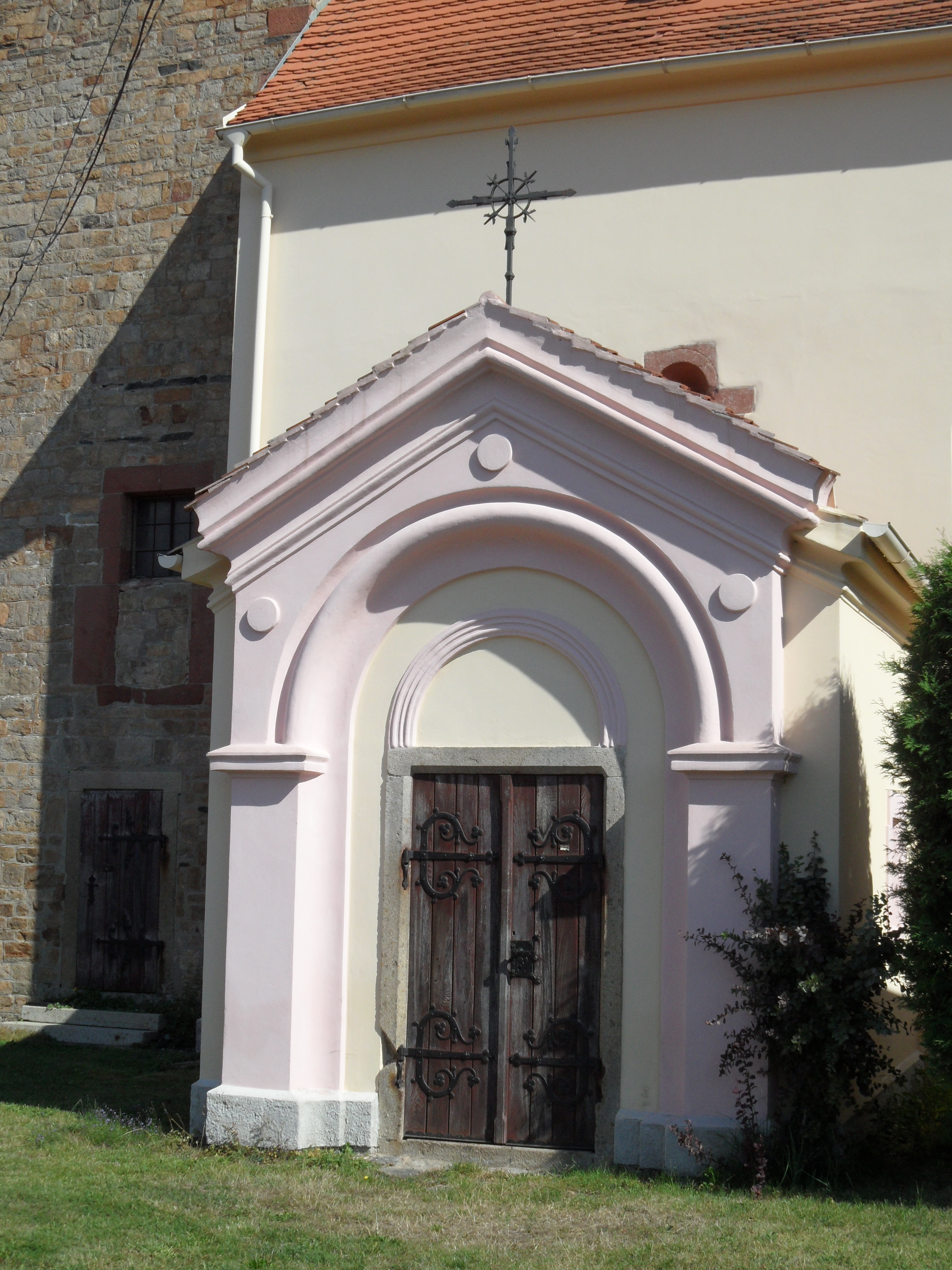
Kostel. detail
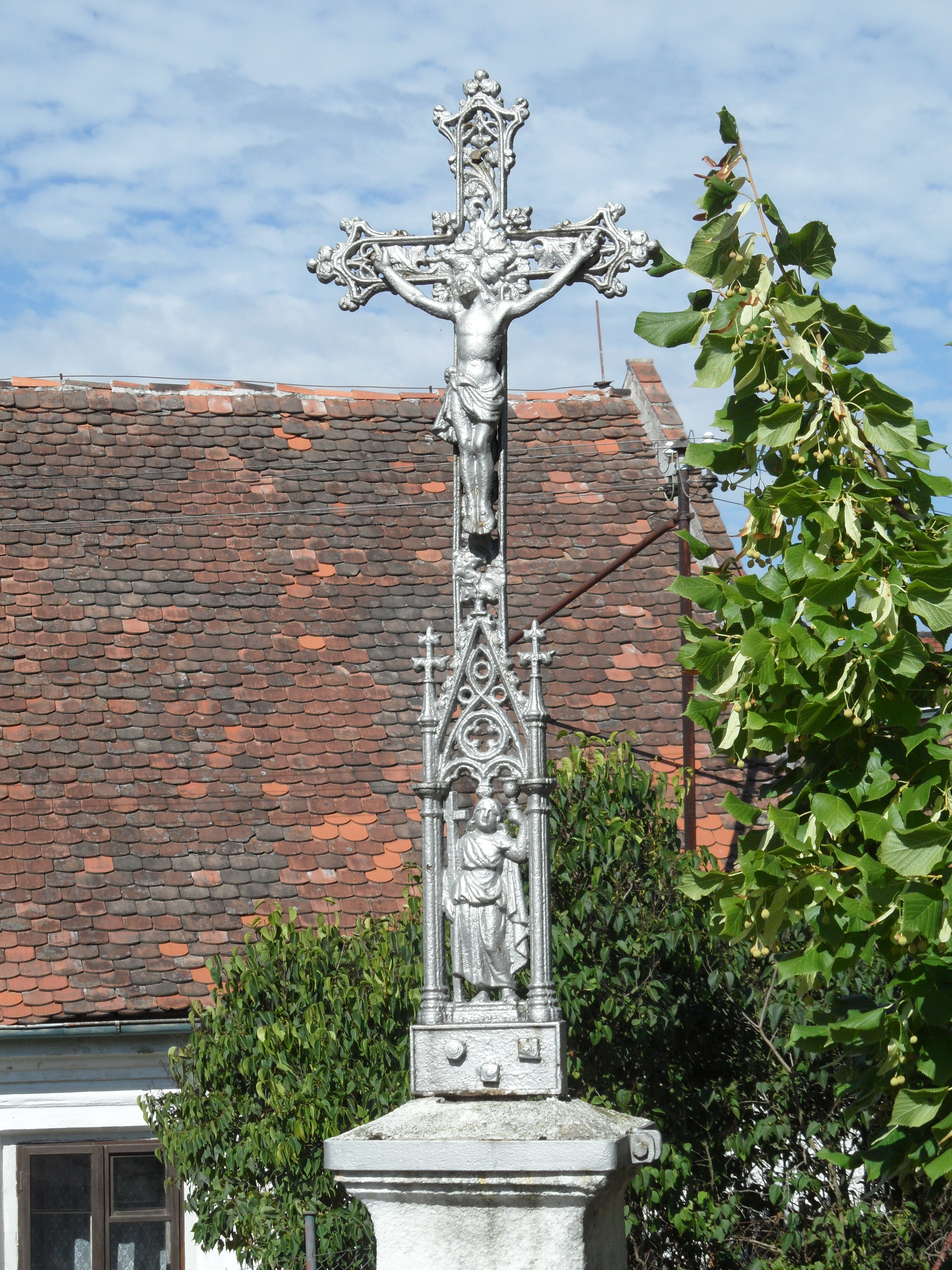
Křížek